# Joey Ramone
Joey Ramone, rodným jménem Jeffry Ross Hyman (19. května 1951 – 15. dubna 2001) byl zpěvák a skladatel americké punk rockové skupiny Ramones. On a kytarista Johnny Ramone byli jediní, kteří vydrželi po celou dobu existence Ramones. Po rozpadu Ramones se podílel na mnoha projektech, například dělal manažera a producenta skupině The Independents.

## Biografie

### Mládí
Jeffry Hyman vyrůstal ve Forest Hills v Queens v New Yorku. Stejně jako jeho budoucí spoluhráči vychodil místní střední školu. V mládí byl vyděděncem a ani jeho rodinný život nebyl nijak šťastný (jeho rodiče se rozvedli v 60. letech, poté žil s matkou). Byl fanouškem The Beatles, The Who a dalších skupin. Ve třinácti letech začal hrát na bicí. I v Ramones hrál původně na bicí, ovšem poté co Dee Dee Ramone zjistil, že nedokáže hrát zároveň na baskytaru a zpívat, se ujal zpěvu Joey a za bicí putoval Tommy Ramone.

### Ramones
Joey byl nejvýraznější postavou Ramones, ať už proto, že byl frontmanem kapely, nebo proto, že měřil 2,03 metru. Jeho nejoblíbenějšími písněmi z repertoáru Ramones byly převážně balady a milostné písně. C. J. Ramone ho proto nazýval „hippie of the group“ („hipíkem skupiny“).

Po mnoho let Joey nemluvil s Johnny Ramonem, protože mu přebral jeho dívku Lindu, s kterou se Johnny později oženil. Podle dokumentu End of the Century: The Story of the Ramones o tom později Joey napsal písničku „The KKK Took My Baby Away“ (album Pleasant Dreams). Velmi rozdílní byli i ve svých politických postojích, zatím co Joey byl liberál, Johnny byl konzervativec. Joey a Johnny se nikdy doopravdy neusmířili.

### Další projekty
V roce 1985 se přidal ke skupině umělců kolem Steven Van Zandta bojující proti apartheidu v Jihoafrické republice (Artists United Against Apartheid). Spolu s dalšími 49 umělci (např. s Brucem Springsteenem, U2 nebo Bobem Dylanem) spolupracoval na písni „Sun City“.

V roce 1994 založil skupinu Sibling Rivalry spolu se svým bratrem Mickey Leighem. Vydali jedno EP s názvem In a Family Way.

Joey také spolupracoval s Helen Love – na albu Love and Glitter, Hot Days and Music zpívá píseň „Punk Boy“. Helen Love zase s Joeym zpívá v písničce „Mr.Punchy“ na jeho sólovém albu Don't Worry About Me.
Dále Joey nahrál píseň „Meatball Sandwich“ s Youth Gone Mad. Krátkou chvíli před svou smrtí se ujal role manažera a producenta punkové skupiny The Independents.

Poslední Joeyho nahrávkou jsou doprovodné vokály na CD One Nation Under od skupiny Blackfire, zpívá ve dvou písních, v „What Do You See“ a „Lying to Myself“. CD vyšlo v roce 2002 a vyhrálo cenu Nejlepší popové/rockové album roku Native American Music Awards.

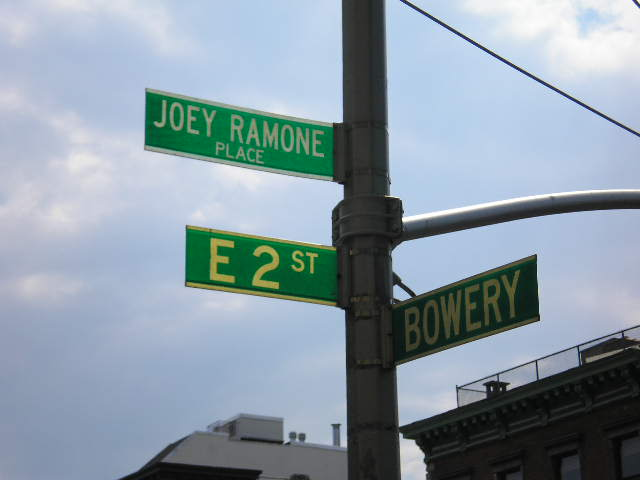
Joey Ramone Place

### Smrt
Joey zemřel 15. dubna 2001 v New Yorku v Presbyteriánské nemocnici na rakovinu lymfatických žláz. S rakovinou bojoval více než čtyři roky, avšak marně.
Po jeho smrti, v roce 2002, vyšlo jeho první sólové album s názvem Don't Worry About Me, které obsahuje například cover verzi písně „What a Wonderful World“ od Louise Armstronga, která se objevila i v dokumentu Bowling for Columbine Michael Moorea.

30. listopadu 2003 byla část East 2nd Street v New Yorku přejmenována na Joey Ramone Place.
22. května 2012 vyšlo jeho druhé posmrtně vydané sólové album Ya Know?.

## Diskografie
Alba Ramones: Diskografie Ramones.

### Sólová deska
- Don't Worry About Me – (2002)
- Ya Know? (2012)

### EP
- In a Family Way – Sibling Rivalry (1994)
- Ramones: Leathers from New York – The Ramones a Joey Ramone (sólo) (1997)
- Christmas Spirit...In My House – (2002)

### Singly
- „I Got You Babe“ – (1982) (Duet s Holly Beth Vincent)
- „What a Wonderful World“ – (2002)